# Lo scandalo del giorno
Lo scandalo del giorno (After Office Hours) è un film statunitense del 1935 diretto da Robert Z. Leonard.